# Michael Garnett
Pour les articles homonymes, voir Garnett.
Michael Garnett (né le 25 novembre 1982 à Saskatoon dans la province de la Saskatchewan au Canada) est un joueur professionnel de hockey sur glace évoluant à la position de gardien de but.

## Carrière
Garnett débute au niveau junior en 2000-2001 avec les Rebels de Red Deer de la Ligue de hockey de l'Ouest avant d'être transféré à la mi-saison aux Blades de Saskatoon. Au terme de cette saison où il est finaliste au titre de meilleur recrue de la ligue. Il est réclamé en troisième ronde par les Thrashers d'Atlanta lors du repêchage de 2001
Il commence sa carrière professionnelle en 2002 avec le club affilié aux Thrashers dans la East Coast Hockey League, les Grrrowl de Greenville. La saison suivante, avec la disparition de Greenville de la ligue, les Thrashers transférèrent leurs club-école et ainsi Garnett rejoint les Gladiators de Gwinnett.
Après quelques passages dans la Ligue américaine de hockey, il s'y établit en tant que gardien numéro un avec les Wolves de Chicago en 2004-2005. La saison suivante, il rejoint pour la première fois la Ligue nationale de hockey et récolte dix victoires en 24 rencontres avec Atlanta avant de retourner aux Wolves où il reste jusqu'en 2007. Son contrat avec l'organisation des Thrashers étant arrivé à terme, Garnett tente alors sa chance du côté de l'europe en acceptant un contrat avec l'équipe du Neftekhimik Nijnekamsk de la Superliga en Russie. La saison suivante, il signe au HK MVD de la Ligue continentale de hockey, nouvelle compétition en Eurasie.

## Trophées et honneurs personnels

### Ligue continentale de hockey
- 2010 : participe avec l'équipe Jágr au deuxième Match des étoiles.
- 2009-2010 : nommé dans l'équipe type.
- 2011 : nommé gardien du mois d'octobre.
- 2011 : nommé gardien du mois de novembre.
- 2012 : participe au quatrième Match des étoiles avec l'association de l'Est.
- 2013 : participe au cinquième Match des étoiles avec l'association de l'Est.

## Statistiques
| Saison    | Équipe                 | Ligue     |    | Saison régulière | Saison régulière | Saison régulière | Saison régulière | Saison régulière | Saison régulière | Saison régulière | Saison régulière | Saison régulière | Saison régulière |    | Séries éliminatoires | Séries éliminatoires | Séries éliminatoires | Séries éliminatoires | Séries éliminatoires | Séries éliminatoires | Séries éliminatoires | Séries éliminatoires | Séries éliminatoires |
| Saison    | Équipe                 | Ligue     | PJ | V                | D                | Pr/N             | Min              | BC               | Moy              | % Arr            | Bl               | Pun              | PJ               | V  | D                    | Min                  | BC                   | Moy                  | % Arr                | Bl                   | Pun                  |                      |                      |
| 1999-2000 | Rebels de Red Deer     | LHOu      | 1  | 0                | 0                | 0                | 14               | 0                | 0,00             | 100              | 0                | 0                | 1                | 0  | 0                    | 65                   | 2                    | 1,85                 | 93,9                 | 0                    | 0                    |                      |                      |
| 2000-2001 | Rebels de Red Deer     | LHOu      | 21 | 14               | 5                | 1                | 1 133            | 39               | 2,07             | 90,5             | 3                | 2                |                  |    |                      |                      |                      |                      |                      |                      |                      |                      |                      |
| 2000-2001 | Blades de Saskatoon    | LHOu      | 28 | 7                | 17               | 2                | 1 501            | 83               | 3,32             | 90,1             | 1                | 0                |                  |    |                      |                      |                      |                      |                      |                      |                      |                      |                      |
| 2001-2002 | Blades de Saskatoon    | LHOu      | 67 | 27               | 34               | 4                | 3 738            | 205              | 3,29             | 89,7             | 2                | 16               | 7                | 3  | 4                    | 450                  | 15                   | 2,00                 | 93,9                 | 0                    | 0                    |                      |                      |
| 2002-2003 | Grrrowl de Greenville  | ECHL      | 38 | 16               | 15               | 3                | 2 092            | 119              | 3,41             | 89,5             | 0                | 0                | 3                | 1  | 2                    | 178                  | 13                   | 4,38                 | 88,5                 | 0                    | 0                    |                      |                      |
| 2002-2003 | Wolves de Chicago      | LAH       | 2  | 0                | 1                | 0                | 33               | 2                | 3,64             | 87,5             | 0                | 0                |                  |    |                      |                      |                      |                      |                      |                      |                      |                      |                      |
| 2003-2004 | Gladiators de Gwinnett | ECHL      | 33 | 21               | 10               | 2                | 1 936            | 69               | 2,14             | 92,6             | 4                | 6                | 12               | 7  | 5                    | 770                  | 34                   | 2,65                 | 91,8                 | 0                    | 2                    |                      |                      |
| 2003-2004 | Wolves de Chicago      | LAH       | 13 | 7                | 3                | 2                | 731              | 32               | 2,63             | 91,4             | 0                | 2                |                  |    |                      |                      |                      |                      |                      |                      |                      |                      |                      |
| 2004-2005 | Wolves de Chicago      | LAH       | 24 | 11               | 9                | 0                | 1 321            | 63               | 2,86             | 91,1             | 1                | 2                | 2                | 2  | 0                    | 119                  | 3                    | 1,51                 | 95,7                 | 0                    | 0                    |                      |                      |
| 2005-2006 | Wolves de Chicago      | LAH       | 35 | 15               | 12               | 4                | 1 892            | 106              | 3,36             | 88,1             | 1                | 4                |                  |    |                      |                      |                      |                      |                      |                      |                      |                      |                      |
| 2005-2006 | Thrashers d'Atlanta    | LNH       | 24 | 10               | 7                | 4                | 1 271            | 73               | 3,45             | 88,5             | 2                | 0                |                  |    |                      |                      |                      |                      |                      |                      |                      |                      |                      |
| 2006-2007 | Wolves de Chicago      | LAH       | 42 | 23               | 15               | 1                | 2 380            | 120              | 3,03             | 89,9             | 2                | 0                | 11               | 8  | 3                    | 675                  | 28                   | 2,49                 | --                   | 1                    | 4                    |                      |                      |
| 2007-2008 | Neftekhimik Nijnekamsk | Superliga | 50 |                  |                  |                  |                  | 110              | 2,47             | 90,2             | 3                |                  | 5                |    |                      |                      | 16                   | 4,10                 |                      | 0                    |                      |                      |                      |
| 2008-2009 | HK MVD                 | KHL       | 38 | 15               | 17               | 1                | 2 200            | 100              | 2,73             | 88,9             | 3                | 6                |                  |    |                      |                      |                      |                      |                      |                      |                      |                      |                      |
| 2009-2010 | HK MVD                 | KHL       | 44 | 24               | 15               | 4                | 2 562            | 88               | 2,06             | 91,7             | 5                | 2                | 22               | 14 | 8                    | 1 353                | 52                   | 2,31                 | 90,3                 | 1                    | 0                    |                      |                      |
| 2010-2011 | OHK Dinamo             | KHL       | 34 | 17               | 13               | 2                | 1 928            | 72               | 2,24             | 91,6             | 2                | 2                | 6                |    |                      | 360                  | 14                   | 2,33                 | 89,4                 | 0                    | 0                    |                      |                      |
| 2011-2012 | Traktor Tcheliabinsk   | KHL       | 45 | 29               | 10               | 6                | 2 675            | 88               | 1,97             | 92,2             | 3                | 9                | 16               | 8  | 7                    | 989                  | 29                   | 1,76                 | 93,5                 | 1                    |                      |                      |                      |
| 2012-2013 | Traktor Tcheliabinsk   | KHL       | 36 | 17               | 11               | 6                | 2 128            | 78               | 2,20             | 92,3             | 3                | 4                | 25               | 14 | 10                   | 1546                 | 48                   | 1,86                 | 93,3                 | 5                    | 2                    |                      |                      |

## Transactions
- 2001 ; repêché par les Thrashers d'Atlanta (3e choix de l'équipe, 80e au total).
- 13 juillet 2007 ; signe à titre d'agent libre pour le Neftekhimik Nijnekamsk de la Superliga en Russie.